# 本特-约斯塔·约翰松
本特-约斯塔·约翰松（瑞典語：Bengt-Gösta Johansson，1944年9月24日—），瑞典男子残疾人冰球、轮椅篮球、排球、雪橇竞速、田径运动员。他曾代表瑞典参加1994年、1998年和2002年冬季残疾人奥林匹克运动会，获得二枚金牌和五枚铜牌。